# Championnat de Belgique de futsal FIFA
Cet article concerne la compétition organisée selon les règles FIFA. Pour celle organisée selon les règles AMF, voir championnat de Belgique de futsal (ABFS).
Le Championnat de Belgique de futsal de division 1 URBFSA ou Division 1 à l'Union qui porte le nom commercial Betcenter Futsal League est le plus haut niveau du futsal masculin belge pour les clubs affiliés à l'Union royale belge des sociétés de football association (URBSFA).

## Histoire
Durant la période de 1999 à 2010, Action 21 est la meilleure équipe de Belgique mais fait aussi partie des meilleures équipes d'Europe. Sur le plan national, Action 21 remporte dix championnats en onze saisons ainsi que quatre coupes de Belgique.
Sur le plan européen, la consécration sera la victoire en Ligue des champions de futsal de l'UEFA contre le MFK Dinamo Moscou en 2005 (4-3 à l'aller et 6-6 au retour). Le club avait déjà participé à deux finales européennes en 2002 et 2003 où ils s'étaient inclinés contre le Playas de Castellón Fútbol Sala. L'Action 21 est le seul club belge à avoir remporté la ligue des champions de futsal.
Entre 2010 et 2014, c'est un autre club de la région de Charleroi qui se démarque dans le championnat belge : le Futsal Châtelineau. Ils remportent le titre en 2011, 2013 et 2014 mais aussi la Coupe de Belgique en 2012, 2013 et 2014. En 2015, le Futsal Châtelineau fusionne avec Charleroi 21 (anciennement Action 21) pour devenir le club du Futsal Team Charleroi.
Depuis 2014, la Flandre voit enfin l'un de ses clubs, le FSP Halle-Gooik reprendre le flambeau après une quinzaine d'années de domination des clubs carolos. Le club originaire d'Hasselt remporte le titre en 2015, 2016, 2017, 2018 et 2019.

## Format
À partir de la saison 2017-18, le système de compétition change. Après avoir joué une ligue régulière en tournoi toutes rondes, les huit premiers sont qualifiés pour une phase finale visant à déterminer le champion.
En quart de finale, le premier affronte le huitième, le deuxième joue le septième, etc. Chaque tour est joué au meilleur des trois matchs avec prolongation et tirs-au-but en cas d'égalité au terme de la troisième rencontre. À chaque tour, le premier match est joué chez le moins bien classé des deux clubs lors de la phase régulière du championnat puis le match retour, et celui d'appui éventuel, chez le mieux classé.
|  | Quarts de finale | Quarts de finale |  |  | Demi-finales | Demi-finales |  |  | Finale | Finale |
|  | Quarts de finale | Quarts de finale |  |  | Demi-finales | Demi-finales |  |  | Finale | Finale |
|  |                  |                  |  |  |              |              |  |  |        |        |
|  |                  |                  |  |  |              |              |  |  |        |        |
|  |                  |                  |  |  |              |              |  |  |        |        |
|  | 1er              |                  |  |  |              |              |  |  |        |        |
|  |                  |                  |  |  |              |              |  |  |        |        |
|  | 8e               |                  |  |  |              |              |  |  |        |        |
|  | 1er/8e           |                  |  |  |              |              |  |  |        |        |
|  |                  |                  |  |  |              |              |  |  |        |        |
|  |                  | 4e/5e            |  |  |              |              |  |  |        |        |
|  | 4e               |                  |  |  |              |              |  |  |        |        |
|  |                  |                  |  |  |              |              |  |  |        |        |
|  | 5e               |                  |  |  |              |              |  |  |        |        |
|  |                  |                  |  |  |              |              |  |  |        |        |
|  |                  |                  |  |  |              |              |  |  |        |        |
|  |                  |                  |  |  |              |              |  |  |        |        |
|  | 2e               |                  |  |  |              |              |  |  |        |        |
|  |                  |                  |  |  |              |              |  |  |        |        |
|  | 7e               |                  |  |  |              |              |  |  |        |        |
|  | 2e/7e            |                  |  |  |              |              |  |  |        |        |
|  |                  |                  |  |  |              |              |  |  |        |        |
|  |                  | 3e/6e            |  |  |              |              |  |  |        |        |
|  | 3e               |                  |  |  |              |              |  |  |        |        |
|  |                  |                  |  |  |              |              |  |  |        |        |
|  | 6e               |                  |  |  |              |              |  |  |        |        |
|  |                  |                  |  |  |              |              |  |  |        |        |

## Clubs participants
La première division du championnat belge comporte 12 équipes (9 originaires de la Flandre et 3 de Wallonie).
| Club                      | Création | Saison 19/20 | Salle                               |
| ------------------------- | -------- | ------------ | ----------------------------------- |
| FSP Halle-Gooik           | 2004     | 2e           | Complexe sportif de Bres, Hal       |
| Futsal Team Charleroi     | 2005     | 1er          | Complexe sportif Garenne, Charleroi |
| Real Noorderwijk          |          | 4e           | Sporthal De Mixx, Herselt           |
| KK Malle-Beerse           | 1980     | 6e           | Sporthal Het Beerke, Beerse         |
| ZVC Renolim Borgloon A    | 2013     | 5e           | Sporthal Borgloon, Borgloon         |
| CB Futsal Jette Bxl Cap   | 1980     | 9e           | Salle Omnisport, Jette              |
| Futsal My-Cars Châtelet   | 2005     | 7e           | Hall des Sports, Aiseau-Presles     |
| Futsal Topsport Antwerpen | 2007     | 3e           | Sporthal Het Rooi, Berchem (Anvers) |
| ZVK Eisden-Dorp A         | 1994     | 12e          | Sporthal Helix, Maasmechelen        |
| Full Hasselt A            | 2003     | 8e           | Sporthal Alverberg, Hasselt         |
| La Squadra Mouscron       | 2000     | 11e          | Hall de l'Europe, Dottignies        |
| Proost Lierse             | 1979     | 10e          | Sporthal De Komeet, Lier            |

## Palmarès

### Par saison
| Championnat ABFS avant 1992 | Championnat ABFS avant 1992   |
| Saison                      | Champion                      |
| --------------------------- | ----------------------------- |
| 1970-1971                   | Verzekering Cools Brugge      |
| 1971-1972                   | Minitrappers Maasmechelen     |
| 1972-1973                   | Minitrappers Maasmechelen (2) |
| 1973-1974                   | MV Cevanov Blankenberge       |
| 1974-1975                   | MV Maasmechelen               |
| 1975-1976                   | Sneltrappers Rekem            |
| 1976-1977                   | ZVC Breughelhof Hoboken       |
| 1977-1978                   | MVC Rekem                     |
| 1978-1979                   | Vleeshal Paul Leen Genk       |
| 1979-1980                   | ZVC Breughelhof Hoboken (2)   |
| 1980-1981                   | ZVC Breughelhof Hoboken (3)   |
| 1981-1982                   | Rebels Boorsem                |
| 1982-1983                   | ZVK Hasselt                   |
| 1983-1984                   | ZVC Hoboken                   |
| 1984-1985                   | ZVK Hasselt (2)               |
| 1985-1986                   | ZVK Hasselt (3)               |
| 1986-1987                   | ZVK Ford Genk                 |
| 1987-1988                   | ZVK Hasselt (4)               |
| 1988-1989                   | ZVK Hasselt (5)               |
| 1989-1990                   | ZVK Ford Genk (2)             |
| 1990-1991                   | ZVK ISOLA Hoeselt             |
| 1991-1992                   | ZVK Hasselt (6)               |

| Année          | Champion                    | Vice-champion / finaliste | Meilleur buteur                       |
| -------------- | --------------------------- | ------------------------- | ------------------------------------- |
| 1992-1993      | ZVK Hasselt (cumulé 7)      |                           |                                       |
| 1993-1994      | ZVK Hasselt (2, 8)          |                           |                                       |
| 1994-1995      | ZVK Sint-Truiden            |                           |                                       |
| 1995-1996      | ZVK Ford Genk               |                           |                                       |
| 1996-1997      | ZVK Ford Genk (2, cumulé 4) | ZVK Sint-Truiden          |                                       |
| 1997-1998      | ZVK Ford Genk (3, 5)        | Casual Embourg-Beyne      |                                       |
| 1998-1999      | ZVK Sint-Truiden (2)        | Ter Linde Mortsel         |                                       |
| 1999-2000      | Action 21 Charleroi         |                           |                                       |
| 2000-2001 (it) | Action 21 Charleroi (2)     | ZVC Berchem               |                                       |
| 2001-2002 (it) | Action 21 Charleroi (3)     | TL Ranst                  |                                       |
| 2002-2003 (it) | Action 21 Charleroi (4)     | Kickers Gilly Charleroi   |                                       |
| 2003-2004 (it) | Action 21 Charleroi (5)     | Kickers Gilly Charleroi   | Alex Almeida (67, Kickers)            |
| 2004-2005 (it) | Action 21 Charleroi (6)     | JB MB Morlanwelz          | Betinho (54, Beyne)                   |
| 2005-2006 (it) | Action 21 Charleroi (7)     | Cristal Noir Morlanwelz   | Betinho (59, 2e, Morlanwelz)          |
| 2006-2007 (it) | TLR Antwerpen               | Action 21 Charleroi       | Betinho (49, 3e, Morlanwelz)          |
| 2007-2008 (it) | Action 21 Charleroi (8)     | Paraske B. Morlanwelz     | Betinho (58, 4e, Action 21)           |
| 2008-2009 (it) | Action 21 Charleroi (9)     | FT Antwerpen              | Diogo (69, Morlanwelz)                |
| 2009-2010      | Action 21 Charleroi (10)    | Chase Antwerpen           | André Vanderlei (68, Châtelineau)     |
| 2010-2011      | A&M Châtelineau             | FT Antwerpen              |                                       |
| 2011-2012      | FT Antwerpen (2)            |                           | Omar Zoughagghi (38, FT Antwerpen)    |
| 2012-2013      | Futsal Châtelineau (2)      |                           | André Vanderlei (54, 2e, Châtelineau) |
| 2013-2014      | Futsal Châtelineau (3)      |                           | Omar Rahou (41, Châtelineau)          |
| 2014-2015      | FSP Halle-Gooik             |                           | Omar Zoughagghi (39, FT Antwerpen)    |
| 2015-2016      | FSP Halle-Gooik (2)         |                           |                                       |
| 2016-2017      | FSP Halle-Gooik (3)         |                           | Karim Chaibai (34, FT Charleroi)      |
| 2017-2018      | FSP Halle-Gooik (4)         |                           | Ibrahim Adnane (52, Gelko Hasselt)    |
| 2018-2019      | FSP Halle-Gooik (5)         |                           | Steven Dilliën (38, Malle-Beerse)     |
| 2019-2020      | Futsal Team Charleroi (4)   |                           | Omar Rahou (45, 2e, FT Charleroi)     |
| 2020-2021      | pas de champion (Covid-19)  |                           | Joren Paulus (8, Borgloon)            |
| 2021-2022      | FSP Halle-Gooik (6)         |                           | Omar Rahou (45, 3e, My-Cars)          |
| 2022-2023      | RSCA Futsal (7)             |                           | Omar Rahou (43, 4e, My-Cars)          |

### Par club
| Club                             | Titres URBSFA (depuis 1992) | Dernier titre | 1er titre | Titres ABFS-URBSFA | Total |
| -------------------------------- | --------------------------- | ------------- | --------- | ------------------ | ----- |
| Action 21 Charleroi              | 10                          | 2009-10       | 1999-00   | -                  | 10    |
| FSP Halle-Gooik / RSC Anderlecht | 7                           | 2022-23       | 2014-15   | -                  | 7     |
| Châtelineau / FT Charleroi       | 4                           | 2019-20       | 2010-11   | -                  | 4     |
| ZVK Hasselt                      | 2                           | 1993-94       | 1992-93   | 6                  | 8     |
| ZVK Ford Genk                    | 3                           | 1997-98       | 1995-96   | 2                  | 5     |

### Récompenses individuelles
En fin de chaque saison, les quatorze clubs de D1, le membres du comité directeur de la Ligue de D1 (LNPF), des journalistes et le staff technique des équipes nationales belges de futsal votent pour élire le Soulier d'or, récompensant le meilleur joueur de futsal FIFA. Le vote a lieu en deux phases.
| Saison       | Meilleur joueur (« Soulier d'or ») | Meilleur espoir              | Meilleur gardien             | Meilleur entraîneur           | Meilleur arbitre | Personnalité   |
| ------------ | ---------------------------------- | ---------------------------- | ---------------------------- | ----------------------------- | ---------------- | -------------- |
| 1999-00      | Plompen (Anvers)                   |                              |                              |                               |                  |                |
| 2000-01 (it) | Bachar (Anvers)                    |                              |                              |                               |                  |                |
| 2001-02 (it) | Grünholz (Anvers)                  |                              |                              |                               |                  |                |
| 2002-03 (it) | Rosa Lima (Action 21)              | Ilyas El Haoual (Brogerhout) | Pans / Vandecaetsbeek        | Papanicolaou (Juv. Beyne)     | Perry Gautier    | Damien Knabben |
| 2003-04 (it) | Kélson (Kickers)                   | Bali (ZVC Borgerhout)        | Pans (2e, CP Hasselt)        | Papanicolaou (2e, Juv. Beyne) | Perry Gautier    | Jos Donders    |
| 2004-05 (it) | Betinho (Action 21)                | Bali (2e, Forcom Antwerpen)  | Pans (3e, CP Hasselt)        | Sérgio Benatti (Action 21)    | Perry Gautier    | ?              |
| 2005-06 (it) | Robinho (Action 21)                | Pauly (Action 21)            | Dandoy (Houthalen-Genk)      | Papanicolaou (3e, Borgerhout) | Christian Hauben | Charles Ronlez |
| 2006-07 (it) | Bachar (2e, Anvers)                |                              |                              |                               |                  |                |
| 2007-08 (it) | Chaibai (Action 21)                | Saad (Action 21)             | Morant (Anvers)              | Medina (Morlanwelz)           | Halil Aksoy      | Jos Pans       |
| 2008-09 (it) | Diogo (Morlanwelz)                 | Achahbar (Anvers)            | Morant (Anvers)              | Papanicolaou (4e, Hasselt)    | Halil Aksoy      | Victor Leroy   |
| 2009-10      |                                    |                              |                              |                               |                  |                |
| 2010-11      | V. Dujacquier                      |                              |                              |                               |                  |                |
| 2011-12      | Hitou (FT Antwerpen)               | Rahou (?)                    | Morant (?)                   | Papanicolaou (5e, Hasselt)    | Cédric Waroux    |                |
| 2012-13      | Diogo (2e, Châtelineau)            | El Ghaadaoui (FT Antwerpen)  | Morant (FT Antwerpen)        | Papanicolaou (6e, Hasselt)    | Gert Deckers     |                |
| 2013-14      | Rahou (Châtelineau)                | El Ghaadaoui (2e, Antwerpen) | Pietro Bennetti (F. Hasselt) | Bachar (FT Antwerpen)         | Gert Deckers     |                |
| 2014-15      |                                    |                              |                              |                               |                  |                |
| 2015-16      |                                    |                              |                              |                               |                  |                |
| 2016-17      |                                    |                              |                              |                               |                  |                |
| 2017-18      |                                    |                              |                              |                               |                  |                |
| 2018-19      |                                    |                              |                              |                               |                  |                |
| 2019-20      |                                    |                              |                              |                               |                  |                |
| 2020-21      |                                    |                              |                              |                               |                  |                |
| 2021-22      |                                    |                              |                              |                               |                  |                |
| 2022-23      | D’Angelo (RSCA)                    | Morando (La Squadra)         | Roncaglio (RSCA)             | Cragnaz (RSCA)                | Stefan Vrijens   |                |

## Autres divisions nationales
| Division    | Participants |
| ----------- | ------------ |
| Division 1  | 12           |
| Nationale 2 | 26 (2x 13)   |
| Nationale 3 | 8            |
| Total       | 46 équipes   |

La Belgique compte trois divisions nationales de futsal comprenant 46 équipes au total.
La deuxième division est nommée Nationale 2 et se compose de deux poules (Nationale 2A et Nationale 2B) de treize équipes (26 participants). Les vainqueurs de chaque poule (deux équipes) sont promus en fin de saison.
La Nationale 3 est composée de seulement huit clubs.